# Косовізна
Косовізна (пол. Kosowizna) — село в Польщі, у гміні Києво-Крулевське Хелмінського повіту Куявсько-Поморського воєводства.
Населення — 353 особи (2011).
У 1975-1998 роках село належало до Торунського воєводства.

## Демографія
Демографічна структура станом на 31 березня 2011 року:
|          | Загалом | Допрацездатний вік | Працездатний вік | Постпрацездатний вік |
| -------- | ------- | ------------------ | ---------------- | -------------------- |
| Чоловіки | 167     | 39                 | 115              | 13                   |
| Жінки    | 186     | 35                 | 117              | 34                   |
| Разом    | 353     | 74                 | 232              | 47                   |